# Abu Sir Difinnu
Abu Sir Difinnu (arabisch Abu Sir; griechisch Busiris) ist heute der Name einer modernen Ortschaft in Oberägypten, die etwa 5 Kilometer südwestlich von Madinat al-Fayyum in unmittelbarer Nähe zum Dorf Itsa liegt. Abu Sir Difinnu gehört zu den sechs Orten, die bislang unter dem griechischen Namen Busiris lokalisiert werden konnten.
Im Alten Ägypten lag Abu Sir Difinnu im 20. oberägyptischen Gau. Obwohl der Ort mehrfach erwähnt wurde, ist über die altägyptische Geschichte von Abu Sir Difinnu nichts weiter bekannt.